# Campeonato Gaúcho de Voleibol Masculino de 2015
O Campeonato Gaúcho de Voleibol Masculino de 2015, foi uma competição disputada entre 18 de Setembro e 2 de Novembro de 2015, correspondendo à principal divisão do voleibol masculino no estado do Rio Grande do Sul.
O torneio é organizado anualmente pela Federação Gaúcha de Voleibol (FGV) e disputado por um número variável de equipes, não havendo dessa forma promoção ou rebaixamento 

## Fórmula de Disputa
O campeonato foi disputado em dois turnos. Em cada turno as quatro equipes se enfrentaram todas contra todas em jogo único. Ao final dos dois turnos, a classificação geral foi parâmetro para o emparelhamento da fase semifinal.
A fase semifinal foi disputada em play-off de três jogos entre 17 e 24 de Outubro de 2015, composta pelo 1º x 4º e 2º x 3º
A fase final foi disputada em play-off de três jogos entre 27 de Outubro e 1 de Novembro de 2015, composta pelos vencedores da semifinal.

## Equipes participantes
| Equipe                                                                         | Cidade          | Ginásio               | Última Participação | Temporada 2014 | Títulos (Último) |
| ------------------------------------------------------------------------------ | --------------- | --------------------- | ------------------- | -------------- | ---------------- |
| Bento Vôlei/Isabela                                                            | Bento Gonçalves | Ginásio Municipal     | 2014                | 3º             | 0 (não possui)   |
| Lebes/Gedore/Canoas                                                            | Canoas          | Ginásio do Unilasalle | 2014                | Campeão        | 3 (2014)         |
| SEST/SENAT/Brilhante                                                           | Pelotas         | Ginásio do SEST/SENAT | 2013                | -              | 0 (não possui)   |
| Voleisul/Paquetá Esportes                                                      | Novo Hamburgo   | Ginásio da SGNH       | 2014                | 2º             | 0 (não possui)   |
| SEST/SENAT/Brilhante Voleisul/Paquetá Esportes Bento Vôlei Lebes/Gedore/Canoas |                 |                       |                     |                |                  |

## Fase classificatória
- Vitória por 3 sets a 0 ou 3 a 1: 3 pontos para o vencedor;
- Vitória por 3 sets a 2: 2 pontos para o vencedor e 1 ponto para o perdedor.
- Não comparecimento, a equipe perde 2 pontos.
- Em caso de igualdade por pontos, os seguintes critérios servem como desempate: número de vitórias, razão de sets e razão de ralis.

Todas equipes são classificadas para os playoffs

### Jogos

#### Primeira rodada (Turno)
| 18 de setembro de 2015 20:00 | SEST/SENAT/Brilhante | 0 — 3             | Lebes/Gedore/Canoas | Ginásio do SEST/SENAT, Pelotas |
| 18 de setembro de 2015 20:00 | 17 13                | Set 1 Set 2 Set 3 | 25                  | Ginásio do SEST/SENAT, Pelotas |

| 18 de setembro de 2015 20:00 | Bento Vôlei/Isabela | 3 — 2                         | Voleisul/Paquetá Esportes | Ginásio Municipal de Esportes, Bento Gonçalves |
| 18 de setembro de 2015 20:00 | 25 23 25 28 15      | Set 1 Set 2 Set 3 Set 4 Set 5 | 18 25 22 30 12            | Ginásio Municipal de Esportes, Bento Gonçalves |

#### Segunda rodada (Turno)
| 25 de setembro de 2015 20:00 | SEST/SENAT/Brilhante | 0 — 3             | Voleisul/Paquetá Esportes | Ginásio do SEST/SENAT, Pelotas |
| 25 de setembro de 2015 20:00 | 10 21 14             | Set 1 Set 2 Set 3 | 25                        | Ginásio do SEST/SENAT, Pelotas |

| 26 de setembro de 2015 18:00 | Lebes/Gedore/Canoas | 2 — 3                         | Bento Vôlei/Isabela | Ginásio da Unilasalle, Canoas |
| 26 de setembro de 2015 18:00 | 17 27 21 25 11      | Set 1 Set 2 Set 3 Set 4 Set 5 | 25 17 15            | Ginásio da Unilasalle, Canoas |

#### Terceira rodada (Turno)
| 2 de outubro de 2015 20:00 | SEST/SENAT/Brilhante | 0 — 3             | Bento Vôlei/Isabela | Ginásio do SEST/SENAT, Pelotas |
| 2 de outubro de 2015 20:00 | 18 15                | Set 1 Set 2 Set 3 | 25                  | Ginásio do SEST/SENAT, Pelotas |

| 3 de outubro de 2015 20:00 | Voleisul/Paquetá Esportes | 1 — 3                   | Lebes/Gedore/Canoas | Ginásio SGNH, Novo Hamburgo |
| 3 de outubro de 2015 20:00 | 23 27 18 15               | Set 1 Set 2 Set 3 Set 4 | 25                  | Ginásio SGNH, Novo Hamburgo |

#### Quarta rodada (Returno)
| 19 de setembro de 2015 18:00 | Lebes/Gedore/Canoas | 3 — 0             | SEST/SENAT/Brilhante | Ginásio da Unilasalle, Canoas |
| 19 de setembro de 2015 18:00 | 25                  | Set 1 Set 2 Set 3 | 14 13 12             | Ginásio da Unilasalle, Canoas |

| 27 de setembro de 2015 18:00 | Voleisul/Paquetá Esportes | 3 — 0             | SEST/SENAT/Brilhante | Ginásio SGNH, Novo Hamburgo |
| 27 de setembro de 2015 18:00 | 25                        | Set 1 Set 2 Set 3 | 15 14 16             | Ginásio SGNH, Novo Hamburgo |

#### Quinta rodada (Returno)
| 4 de outubro de 2015 18:00 | Bento Vôlei/Isabela | 3 — 0             | SEST/SENAT/Brilhante | Ginásio Municipal de Esportes, Bento Gonçalves |
| 4 de outubro de 2015 18:00 | 25                  | Set 1 Set 2 Set 3 | 13 16 10             | Ginásio Municipal de Esportes, Bento Gonçalves |

| 7 de outubro de 2015 20:00 | Voleisul/Paquetá Esportes | 2 — 3                         | Bento Vôlei/Isabela | Ginásio SGNH, Novo Hamburgo |
| 7 de outubro de 2015 20:00 | 25 21 25 21 7             | Set 1 Set 2 Set 3 Set 4 Set 5 | 23 25 21 25 15      | Ginásio SGNH, Novo Hamburgo |

#### Sexta rodada (Returno)
| 10 de outubro de 2015 18:00 | Lebes/Gedore/Canoas | 1 — 3                   | Voleisul/Paquetá Esportes | Ginásio da Unilassale, Canoas |
| 10 de outubro de 2015 18:00 | 25 26 18            | Set 1 Set 2 Set 3 Set 4 | 27 28 24 25               | Ginásio da Unilassale, Canoas |

| 13 de outubro de 2015 20:00 | Bento Vôlei/Isabela | 3 — 0             | Lebes/Gedore/Canoas | Ginásio Municipal de Esportes, Bento Gonçalves |
| 13 de outubro de 2015 20:00 | 25                  | Set 1 Set 2 Set 3 | 18 21 20            | Ginásio Municipal de Esportes, Bento Gonçalves |

### Classificação Final
|  |

|     |                           |     | Jogos | Jogos | Jogos | Resultados | Resultados | Resultados | Resultados | Resultados | Resultados | Sets | Sets | Sets  | Pontos | Pontos | Pontos |
| Pos | Equipe                    | Pts | T     | V     | D     | 3–0        | 3–1        | 3–2        | 2–3        | 1–3        | 0–3        | V    | P    | R     | V      | P      | R      |
| --- | ------------------------- | --- | ----- | ----- | ----- | ---------- | ---------- | ---------- | ---------- | ---------- | ---------- | ---- | ---- | ----- | ------ | ------ | ------ |
| 1   | Bento Vôlei/Isabela       | 15  | 6     | 6     | 0     | 3          | 0          | 3          | 0          | 0          | 0          | 18   | 6    | 3,000 | 557    | 453    | 1.230  |
| 2   | Voleisul/Paquetá Esportes | 11  | 6     | 3     | 3     | 2          | 1          | 0          | 2          | 1          | 0          | 14   | 10   | 1.400 | 543    | 510    | 1.065  |
| 3   | Lebes/Gedore/Canoas       | 10  | 6     | 3     | 3     | 2          | 1          | 0          | 1          | 1          | 1          | 12   | 10   | 1.200 | 505    | 451    | 1.120  |
| 4   | SEST/SENAT/Brilhante      | 0   | 6     | 0     | 6     | 0          | 0          | 0          | 0          | 0          | 6          | 0    | 18   | 0,000 | 259    | 450    | 0.576  |

## Playoffs
|  | Semifinais | Semifinais                | Semifinais          | Semifinais |   |  | Final               | Final | Final | Final |
|  |            |                           |                     |            |   |  |                     |       |       |       |
|  | 1          | Bento Vôlei/Isabela       | 3                   | 3          |   |  |                     |       |       |       |
|  | 4          | SEST/SENAT/Brilhante      | 0                   | 0          |   |  |                     |       |       |       |
|  |            |                           |                     |            |   |  | Bento Vôlei/Isabela | 2     | 2     |       |
|  |            |                           | Lebes/Gedore/Canoas | 3          | 3 |  |                     |       |       |       |
|  | 2          | Voleisul/Paquetá Esportes | 0                   | 2          |   |  |                     |       |       |       |
|  | 3          | Lebes/Gedore/Canoas       | 3                   | 3          |   |  |                     |       |       |       |

### Semifinais
| 22 de outubro de 2015 20:00 | SEST/SENAT/Brilhante | 0 — 3             | Bento Vôlei/Isabela | Ginásio do SEST/SENAT, Pelotas |
| 22 de outubro de 2015 20:00 | 10 16 8              | Set 1 Set 2 Set 3 | 25                  | Ginásio do SEST/SENAT, Pelotas |

| 24 de outubro de 2015 21:00 | Bento Vôlei/Isabela | 3 — 0             | SEST/SENAT/Brilhante | Ginásio Municipal de Esportes, Bento Gonçalves |
| 24 de outubro de 2015 21:00 | 25                  | Set 1 Set 2 Set 3 | 20 9 20              | Ginásio Municipal de Esportes, Bento Gonçalves |

| 25 de outubro de 2015 18:00 | Bento Vôlei/Isabela | — | SEST/SENAT/Brilhante | Ginásio Municipal de Esportes, Bento Gonçalves |
| 25 de outubro de 2015 18:00 | Não foi necessário  |   |                      | Ginásio Municipal de Esportes, Bento Gonçalves |

| 17 de outubro de 2015 19:00 | Lebes/Gedore/Canoas | 3 — 0             | Voleisul/Paquetá Esportes | Ginásio da Unilassale, Canoas |
| 17 de outubro de 2015 19:00 | 32 25 25            | Set 1 Set 2 Set 3 | 30 14 24 20               | Ginásio da Unilassale, Canoas |

| 21 de outubro de 2015 20:00 | Voleisul/Paquetá Esportes | 2 — 3                         | Lebes/Gedore/Canoas | Ginásio SGNH, Novo Hamburgo |
| 21 de outubro de 2015 20:00 | 25 27 18 24 9             | Set 1 Set 2 Set 3 Set 4 Set 5 | 19 25 26 15         | Ginásio SGNH, Novo Hamburgo |

| 23 de outubro de 2015 20:00 | Voleisul/Paquetá Esportes | — | Lebes/Gedore/Canoas | Ginásio SGNH, Novo Hamburgo |
| 23 de outubro de 2015 20:00 | Não foi necessário        |   |                     | Ginásio SGNH, Novo Hamburgo |

### Final
| 27 de outubro de 2015 19:00 | Lebes/Gedore/Canoas | 3 — 2                         | Bento Vôlei/Isabela | Ginásio da Unilassale, Canoas |
| 27 de outubro de 2015 19:00 | 26 25 24 22 15      | Set 1 Set 2 Set 3 Set 4 Set 5 | 24 20 26 25 11      | Ginásio da Unilassale, Canoas |

| 30 de outubro de 2015 20:00 | Bento Vôlei/Isabela | 2 — 3                         | Lebes/Gedore/Canoas | Ginásio Municipal de Esportes, Bento Gonçalves |
| 30 de outubro de 2015 20:00 | 25 24 20 9          | Set 1 Set 2 Set 3 Set 4 Set 5 | 21 26 25 15         | Ginásio Municipal de Esportes, Bento Gonçalves |

| 1 de novembro de 2015 19:00 | Bento Vôlei/Isabela | — | Lebes/Gedore/Canoas | Ginásio Municipal de Esportes, Bento Gonçalves |
| 1 de novembro de 2015 19:00 | Não foi necessário  |   |                     | Ginásio Municipal de Esportes, Bento Gonçalves |

## Classificação final
| Posição        | Equipe                    |
| -------------- | ------------------------- |
| Campeão        | Lebes/Gedore/Canoas       |
| Vice-campeão   | Bento Vôlei/Isabela       |
| Terceiro lugar | Voleisul/Paquetá Esportes |
| 4              | SEST/SENAT/Brilhante      |

| Campeonato Gaúcho de Voleibol Masculino 2015 |
| -------------------------------------------- |
| APAV Canoas (4º título)                      |